# Jacques-Eugène Feyen

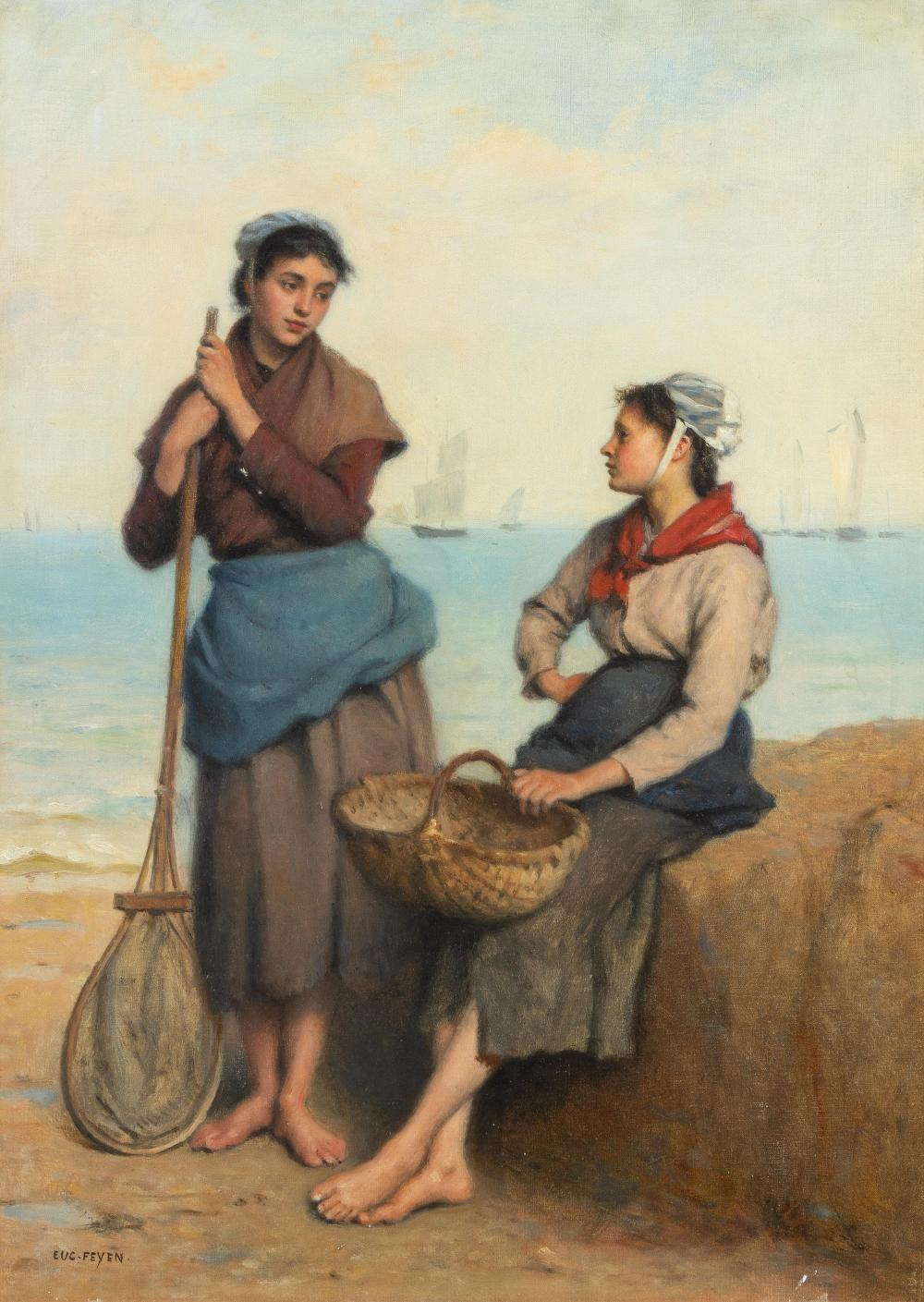
Im Gespräch

Jacques-Eugène Feyen (* 13. November 1815 in Bey-sur-Seille; † 24. Juli 1908 in Paris) war ein französischer Genremaler und Fotograf. 
Jacques-Eugène Feyen war als Sohn eines Steuereintreibers geboren. Sein jüngerer Bruder Augustin Feyen-Perrin wurde ebenfalls Maler. Feyen studierte ab 1837 an der École des beaux-arts de Paris bei Paul Delaroche. 
Er erlernte danach Fotografie, beschäftigte sich aber hauptberuflich mit der Malerei. Er stellte von 1841 bis 1848 und von 1861 an im Salon der Société des Artistes Français aus, wo er 1866 und 1880 Medaillen erhielt. 1881 wurde er mit der Ehrenlegion ausgezeichnet.
Jacques-Eugène Feyen verbrachte die Sommermonate im bretonischen Ort Cancale im Nordwesten der Bucht von Mont-Saint-Michel und malte dort Landschaften mit Szenen aus dem Leben der Austernfischer.
Seine Kopie der Mona Lisa ersetzte von 1911 bis 1913 das aus dem Louvre in Paris gestohlene Werk.
Er ruht im selben Grab wie sein 1888 verstorbener Bruder auf dem Pariser Friedhof von Montmartre.